# 種子島銃に関連する作品の一覧

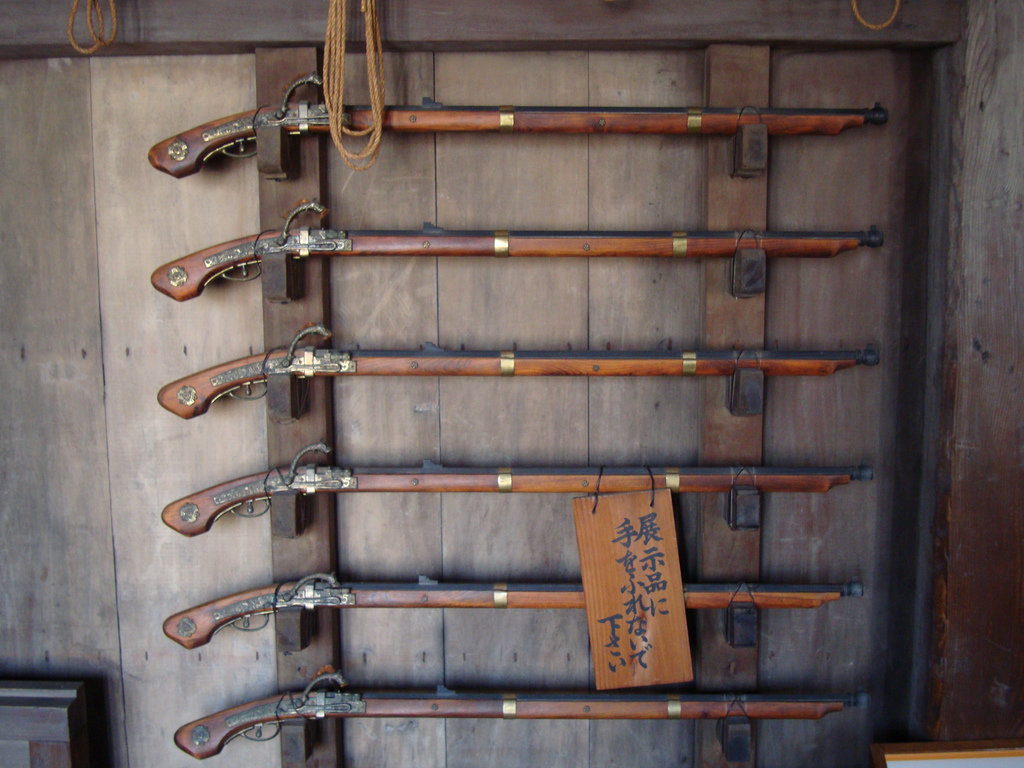
種子島銃

種子島銃に関連する作品の一覧（たねがしまじゅうにかんれんするさくひんのいちらん）は、日本（当時）の種子島銃に関連する作品の一覧である。

## 映画・TVドラマ
『鉄砲伝来記』
『隠し砦の三悪人』
『影武者』
『麒麟がくる』
『国盗り物語』
『軍師官兵衛』
『真田太平記』
『真田丸』
『戦国自衛隊』
『大魔神』
『徳川家康』

## ゲーム
『戦国無双』
『メタルギアソリッド4』
『メタルギアソリッド ピースウォーカー』
『千銃士』
『メタルギアソリッド V』

## 文芸・小説・古典
『大暴れ山賊小太郎』（那須正幹）
『織田信長』（山岡荘八）
『国盗り物語』（司馬遼太郎）
『ごんぎつね』（新美南吉）
『真田太平記』（池波正太郎）
『白狐魔記戦国の雲』
『尻啖え孫市』（司馬遼太郎）
『関ヶ原』（司馬遼太郎）
『徳川家康』（山岡荘八）

## 漫画・アニメ作品
『クレヨンしんちゃん 雲黒斎の野望』
『クレヨンしんちゃん 嵐を呼ぶ アッパレ!戦国大合戦』
『子連れ狼』
『センゴク』シリーズ
『へうげもの』
『落第忍者乱太郎』
『ルパン三世 風魔一族の陰謀』